# 数学领域
随着数学史的推移，数学已成为一个极广泛的主题，因此有必要对不同的数学领域进行分类。许多不同的分类方案已经出现，有相同点也有不同点，差异的原因主要是它们使用的目的不同。此外，随着数学的发展，这些分类方案也必须随之发展，以解释新创建的领域或者新发现的不同领域间的联系。分类通常是困难的，对于那些最活跃的，跨越不同领域边界的主题往往更加困难。
数学的传统分支被分类到纯数学，主要研究其内在的逻辑性；而应用数学可以直接应用以解决现实问题。这种分类方法并不十分清晰，许多主题是按照纯数学发展的，但后来就发现了意想不到的应用。宽泛的分类方法，例如离散数学和计算数学，就是最近才出现的。

## 分类系统
- 数学学科分类标准

## 主要数学分支

### 基础
趣味數學从幻方到曼德博集合的发展历程来看，数字已经成为了各个年龄段的人们娱乐和消遣的工具。许多重要而又严肃的数学分支的起源曾经仅仅是一个谜题或者游戏。
历史和人物传记数学的历史不可避免地和数学这门学科本身纠缠在一起。这是很自然的：数学有其内在的组织结构，它总是从以已有的结论导出新的定理。每当新一代的数学家在老一辈数学家的基础上建立新的理论的时候，数学学科本身的内容也逐渐扩大。
数理逻辑、数学基础和集合论数学总是与逻辑和符号打交道，但很长一段时间以来一些潜在的逻辑被视作理所当然，并且从来没有被符号化表达。当人们最终意识到数学能够被用于解释逻辑本身的时候，数理逻辑便得到了发展。这个领域迅速的发展，并且通常被细分为几个不同的领域。
模型论
數學的模型
集合论
证明论和数学结构主义

### 代数
序理论
广义代数结构
数论
域论和多项式
交换环和交换代数

### 几何学和拓扑学
几何学处理空间关系，使用基本性质或公理。这些公理可以与点，直线，曲线，曲面和实体的数学定义一起使用以得出逻辑结论。另见几何学主题列表。